# 쿵푸팬더 4
《쿵푸팬더 4》(영어: Kung Fu Panda 4)는 2024년 개봉한 미국의 무술 코미디 애니메이션 영화이다. 《쿵푸 팬더》 시리즈의 네 번째 작품이다.

## 성우진
- 잭 블랙 - 포 역 (엄상현)
- 제임스 홍 - 핑 역 (기영도)
- 더스틴 호프먼 - 시푸 역 (김기현)
- 아콰피나 - 젠 역 (김나율)
- 무적의 5인방[2]
  - 안젤리나 졸리 - 타이그리스[3] 역 (이주은)
  - 몽키
  - 크레인
  - 바이스
  - 세스 로건 - 맨티스 역 (방성준)
- 이언 맥셰인 - 타이렁 역 (안장혁)
- 센
- 카이
- 비올라 데이비스/케빈 마이클 리처드슨[4]/아콰피나[5]/이언 맥셰인[6] - 카멜레온 역 (성선녀)
- 브라이언 크랜스턴 - 리샨 역 (임채헌)
- 키 호이 콴 - 한 역
- 케케 발렌티나,오드리 브룩,링컨 나카무라 - 토끼 삼총사 역 (신나리, 이눈솔, 이주은)
- 로리 탄 친 : 멧돼지 할머니 역 (이눈솔)
- 로니 쳉 - 피쉬 역 (김희승)
- 핸리 셤 주니어 - 스콧 역
- 케빈 마이클 리처드슨 - 코끼리 사부 역
- MrBeast - 돼지팬더(판다 피그) 역 (Jimmy)
- 황소 사부
- 악어 사부
- 곰 사부[7]

## 마케팅
포는 2023년 11월 메이시스 추수감사절 퍼레이드에 출연했다. 화이트 스트라이프의 "세븐 네이션 아미(Seven Nation Army)"가 포스터와 함께 등장하는 이 영화의 예고편은 2023년 12월 13일에 공개되었다. 이 예고편은 모든 소셜 미디어에서 첫 24시간 동안 1억 4,200만 회 이상 조회되었으며, 일루미네이션의 슈퍼 마리오 브라더스 무비(The Super Mario Broth. Movie), 미니언즈(Minions: The Rise of Gru), 싱 2(Sing 2) 및 드림웍스(DreamWorks) 자체의 부츠 속의 푸스(Puss in Boots: The Last Wish)를 능가하는 유니버설 애니메이션 영화의 예고편이 되었다.